# Voskehat (Armavir)
Voskehat (en armenio: Ոսկեհատ) es una comunidad rural de Armenia ubicada en la provincia de Armavir.
En 2009 tenía 3428 habitantes. Antes de 1978 era conocido como "Patr'inj".
La economía local se basa en la agricultura y la ganadería y en el pueblo se ubica una academia de estudios agrícolas. Los paisajes naturales son semidesérticos, pero se ha desarrollado aquí la agricultura gracias al regadío.
Se ubica en la periferia meridional de Echmiadzin, en el límite con la provincia de Ararat.